# Michail Arnaudow

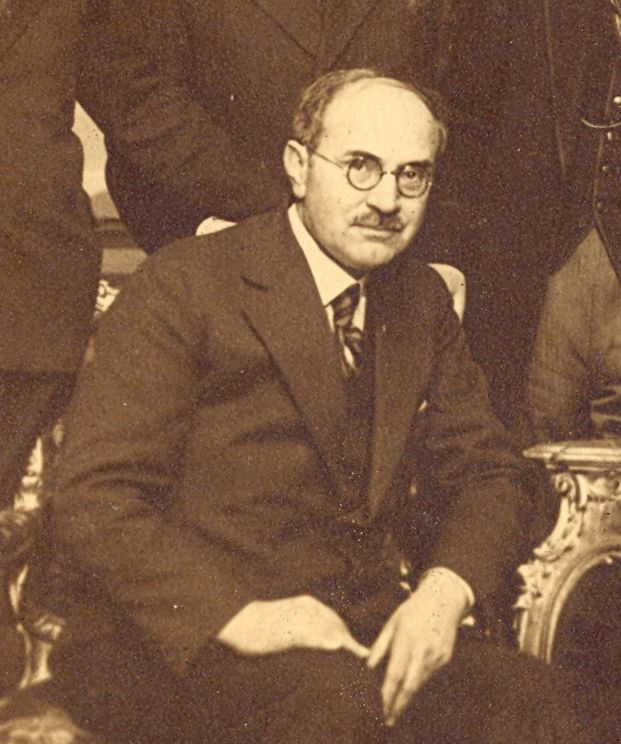
Michail Arnaudow

Michail Petrow Arnaudow (bulgarisch Михаил Петров Арнаудов; * 18. Oktober 1878 in Rustschuk; † 18. Februar 1978 in Sofia) war ein bulgarischer Literaturhistoriker, Ethnograph und Folklorist.

## Leben
Er studierte zunächst in Sofia und spezialisierte sich dann von 1898 bis 1900 in Leipzig und Berlin unter anderem bei August Leskien und Wilhelm Wundt. Von 1914 bis 1944 war er als Professor in Sofia tätig. Arnaudow war Mitglied der Bulgarischen Akademie der Wissenschaften und der Akademie der Wissenschaften der Ukrainischen SSR.
Arnaudow war positivistisch eingestellt. In seinen wissenschaftlichen Arbeiten befasste er sich mit der bulgarischen Literatur, bulgarischer Folklore und der Bulgarischen Wiedergeburt. Er verfasste auch Arbeiten über Johann Wolfgang von Goethe, François de La Rochefoucauld, Petőfi und Alexander Puschkin.

## Werke (Auswahl)
- Die bulgarischen Festbräuche. Leipzig: Parlapanoff, 1917 (Bulgarische Bibliothek 4)
- Psychologie des literarischen Schaffens. 1931
- Der Gang der Seuchen in Bulgarien einst und jetzt. Leipzig, 1935